# Curitibanos Esporte Clube
Curitibanos Esporte Clube, mais conhecido como Curitibanos, foi um clube de futebol brasileiro com sede na cidade de Curitibanos, no estado de Santa Catarina, Em 2017 se chamava CEC/Orleans em parceria com a prefeitura local,e em 2018 e 2019 atuava como CEC/Paulo Lopes e a partir de 2020 deixou de existir, dando lugar ao Florianópolis Esporte Clube.

## História
Fundado em 27 de setembro de 1999, o Curitibanos tem como cores o Branco, vermelho e o verde. Disputou uma competição profissional pela primeira vez em 2000, disputando o Catarinense Série B, ficando em último na tabela geral, somando apenas 1 ponto em 14 partidas e tendo o saldo de 51 gols negativos. Disputou o Campeonato Catarinense da Série C em 2017 em parceria com a prefeitura de Orleans. Em 2018 chegou a ser considerado o pior time do mundo,após perder de 19 a 0 pro Itajaí e 14 a 0 pro Próspera, e juntamente com estas goleadas, houve suspeitas que o time era um "Clube de Aluguel", e que os jogadores pagavam para jogar. Em 2020 outro empresário assumiu o time e já mudou o nome do clube e de sede para a cidade de São José.